# 淡钟杜鹃
淡钟杜鹃（学名：Rhododendron lanatoides）为杜鹃花科杜鹃花属下的一个种。

## 扩展阅读
- 維基物種上的相關：淡钟杜鹃